# Neocompsa limatula
Neocompsa limatula är en skalbaggsart som beskrevs av Martins och Dilma Solange Napp 1986. Neocompsa limatula ingår i släktet Neocompsa och familjen långhorningar. Inga underarter finns listade i Catalogue of Life.